# Antonino Foschini
Œuvres principales
L'avventura di Villon
Antonino Foschini, né en 1898 à Penne et mort en 1948, est un écrivain italien, lauréat du prix Viareggio.

## Biographie
Antonino Foschini fonde et dirige de 1914 à sa disparition en 1915 la revue Il Fuoco. Il se fait par la suite remarquer pour sa biographie sur François Villon qui reçoit le prix Viareggio en 1932. Initialement adhérant au mouvement fasciste italien, il s'en éloigne pour devenir un opposant ce qui lui vaudra durant la Seconde Guerre mondiale une déportation en camp de concentration allemand. Très affaibli physiquement et psychologiquement par cette épreuve, il meurt en 1948 quelques années après son retour en Italie.

## Œuvre
Biographies
- L'Aretino, éd. Moderna, Milan, 1931
- L'avventura di Villon, éd. Atlante, Milan, 1932 – prix Viareggio
- Cesare, éd. Marangoni, Milan, 1936
- Baracca, Editoriale Aeronautica, Rome, 1938

Ouvrages collectifs
- Un filosofo della guerra: Diego Ruiz, Il Fuoco, Bologne, 1914
- Henri Barbusse, L'Ardito, Milan, 1921
- Avec Pietro Aretino, Ragionamenti, Dall'Oglio, Milan
- Avec Federigo Valli, Il volo in Italia, Editoriale Aeronautica, Rome, 1939
- Vita e poesia di Mecenate, éd. Augustea, Rome, 1941
- Romanità di Carlo Magno, éd. Di Documento, Rome, 1942